# Гарбув (Лодзький-Східний повіт)
Гарбув (пол. Garbów) — село в Польщі, у гміні Тушин Лодзький-Східного повіту Лодзинського воєводства.
Населення — 207 осіб (2011).
У 1975-1998 роках село належало до Пйотрковського воєводства.

## Демографія
Демографічна структура станом на 31 березня 2011 року:
|          | Загалом | Допрацездатний вік | Працездатний вік | Постпрацездатний вік |
| -------- | ------- | ------------------ | ---------------- | -------------------- |
| Чоловіки | 100     | 26                 | 61               | 13                   |
| Жінки    | 107     | 14                 | 64               | 29                   |
| Разом    | 207     | 40                 | 125              | 42                   |